# Empis spungaberaensis
Empis spungaberaensis är en tvåvingeart som beskrevs av Christophe Daugeron och Patrick Grootaert 2003. Empis spungaberaensis ingår i släktet Empis och familjen dansflugor.
Artens utbredningsområde är Moçambique. Inga underarter finns listade i Catalogue of Life.